# Beharie (Sänger)

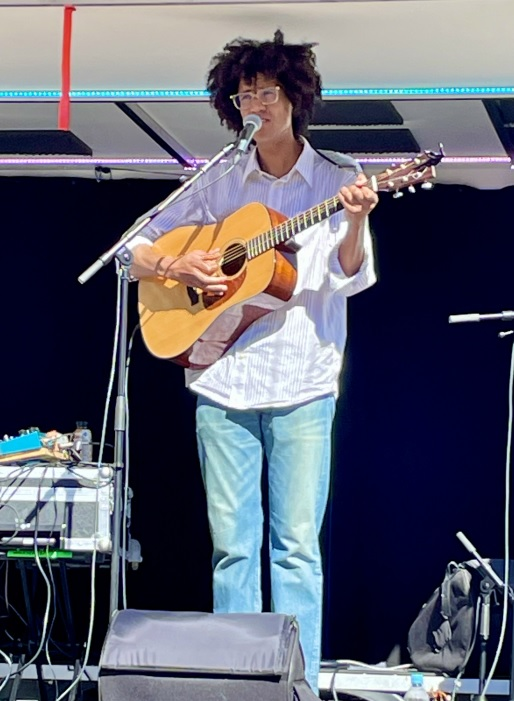
Beharie, 2022

Christian Roger Beharie (* 22. April 1994) ist ein norwegischer Sänger, Songwriter und Musicaldarsteller. Er tritt unter dem Namen Beharie auf.

## Leben
Beharie stammt aus der westnorwegischen Kommune Sandnes. In seiner Jugend sang er in einem Chor, während seiner Zeit an der weiterführenden Schule gründete er mit Klassenkameraden eine Band. In der Zeit begann er, eigene Lieder zu schreiben. Am Det norske teatret in Oslo spielte er in der Spielperiode 2018–2019 im Musical The Book of Mormon mit. Im Jahr 2019 kamen mit Losing my Mind seine Debütsingle und mit Beharie seine Debüt-EP heraus. Gemeinsam mit Thomas Dybdahl sang er das Lied River für dessen Album ein. Gemeinsam traten sie auch in der Talkshow Lindmo auf. Im April 2021 veröffentlichte Beharie die EP Beharie // Beharie. Für die EP wurde er beim Musikpreis Spellemannprisen 2021 in der Kategorie „Rnb/Soul“ ausgezeichnet. Seine auf die EP folgenden Singles wurden beim Radiosender NRK P3 in die Spiellisten aufgenommen. Beharie war zudem an der Filmmusik für den Kinofilm Nordsjøen beteiligt. Im Mai 2022 gab er mit Beharie, the Third seine dritte EP heraus. Für die EP erhielt er beim Spellemannprisen 2022 erneut eine Nominierung in der Kategorie „Rnb/Soul“. Im Oktober 2023 gab er sein Debütalbum, das Werk Are You There, Boy?, heraus. Er erhielt dafür erneut eine Spellemannprisen-Nominierung.

## Stil
In der Stavanger Aftenposten wurde über Beharie geschrieben, dass er sich zwischen den Genres Soul, Pop und R&B bewege. In einer Rezension seiner dritten EP in der Zeitung Verdens Gang wurde er als „Norwegens größte Soulpop-Hoffnung“ beschrieben.

## Auszeichnungen
Spellemannprisen
- 2021: „Rnb/Soul“ für Beharie // Beharie
- 2022: Nominierung in der Kategorie „Rnb/Soul“ für Beharie, the Third
- 2023: Nominierung in der Kategorie „Rnb/Soul“ für Are You There, Boy?

Sonstige
- 2023: Nominierung für den Bendiksenprisen[10]

## Diskografie

### Alben
- 2023: Are You There, Boy?

### EPs
- 2019: Beharie
- 2021: Beharie // Beharie
- 2022: Beharie, the Third

### Singles
| Jahr | Titel Album | Höchstplatzierung, Gesamtwochen, AuszeichnungChartsChartplatzierungen (Jahr, Titel, Album, Platzierungen, Wochen, Auszeichnungen, Anmerkungen) | Anmerkungen                                                              |
| Jahr | Titel Album | NO | Anmerkungen                                                              |
| ---- | ----------- | --- | ------------------------------------------------------------------------ |
| 2025 | Elven –     | NO33 (… Wo.)NO | Erstveröffentlichung: 10. Januar 2025 mit Jonas Benyoub und Aksel Hennie |